# Feldhoffer Johannes
Feldhoffer Johannes (Pilisvörösvár, 1943. január 7. –) képzőművész

## Élete

### Gyermek- és ifjúkora, tanulmányok
Édesanyja Schreck Erzsébet, édesapja Feldhoffer János.
Az általános iskolát Pilisvörösváron végezte el. Nyolcadik után Budapestre került az Állami Kőfaragó Vállalat Várna utcai szakmunkásképzőjébe, ahol rövid időn belül a legmagasabb szintű kőfaragó tudás birtokába jutott. 1960-ban kitűnő eredménnyel végezte el a szakmunkásképzőt és kapott szakmunkás bizonyítványt mint kőfaragó. Ezután két éven át nyolc idősebb mesterrel együtt a budavári Mátyás templom restaurálásán dolgozott. A templom Mária-kapuját teljes egészében újrafaragták.
A kőfaragó mesterség elsajátítása után magasabb szinten folytatta tanulmányait: jelentkezett kőszobrászképzésre. Tanulmányait azonban egy időre meg kellett szakítania: 20 éves korában ugyanis behívták katonának. Leszerelése után folytatta tanulmányait a Képzőművészeti Kivitelező Vállalat képzőművészeti és szobrász iskolájában és végül kitűnő eredménnyel szerezte meg a kőszobrász végzettséget.  
A nagy méretű kőszobrok igen nagy tudást igénylő faragása után a Szépművészeti Múzeumba került restaurátornak, ahol három éven át dolgozott. Dr. Aggházy Mária művészettörténésszel együttműködve számos értékes kőszobor és -dombormű felújítását végezhette el. Ekkortájt lett a Művészeti Alap tagja.

### Svédország
1973-ban Svédországba emigrált, mivel teljesen reménytelennek látta Magyarország akkori helyzetét. „Úgy véltem, hogy az oroszok még legalább száz évig itt lesznek. Az akkori politikai helyzet fájdalmas és kibírhatatlan volt a számomra. Ezért határoztam el, hogy elhagyom az országot” – vallja a művész.
Svédországban kezdetben kőszobrász restaurátorként akart elhelyezkedni, de azt a választ kapta, hogy Svédországban nincs mit restaurálni; nem voltak háborúk és a műemlékek jó állapotban vannak. A harmadik héten kapott csak neki tetsző munkát egy fotólaborban.
1974-ben beiratkozott a stockholmi egyetem svéd nyelv szakára.
A svédországi letelepedésben és beilleszkedésben jelentős segítséget nyújtott neki egy Stockholmban élő, kiváló magyar festőművész, Nemes Endre, aki művészi fejlődése szempontjából is fontos állást szerzett neki a stockholmi Liljevalchs Konsthallban, ami a budapesti Műcsarnok megfelelője. Néhány éven át itt dolgozott kiállításrendezőként.
A kiállításrendezői munkája mellett természetesen alkotott is. Kezdetben szobrokat is készített, ám az éveken át végzett kőszobrász és restauráló munka elnehezítette a kezét. Ezért ezután már legnagyobbrészt csak festéssel foglalkozott.
Nemes Endre műtermében annak jóbarátjával, Peter Weiss festő-író-drámaíróval is gyakran találkozott. E felemelő műtermi beszélgetések művészetről, esztétikáról, életszemléletről igen nagy hatással voltak rá.
1975-ben tagja lett a Svéd Művészek Szövetségének (Svenska Konstnärers Förening) és a Művészek Országos Szervezetének (Konstnärernas Riksorganisation). Meghívták őt pályázatokra, kiállításokra, megbízásokat kapott művészi alkotásokra.

### Művészi sikerek
1976-tól vett részt csoportos és egyéni kiállításokon.
1983-ban tagjává választotta az UNESCO keretében működő Hivatásos Művészek Nemzetközi Szövetsége (International Association Of Art).
1985-ben a Művészek Országos Szervezete vezetőségi tagjává választották. A szervezet révén jutott hozzá egy több, mint 100 m2 alapterületű műteremhez, ahol sorra születtek alkotásai.
A Svéd Művészeti Alaptól számos ösztöndíjat nyert műalkotások készítésére és tanulmányutakra. A ’80-as években elismert művésszé és szaktekintéllyé vált Svédországban.
1984-től 1988-ig a Stockholm Megyei Tartomány (Stockholms Läns Landsting) és Nacka kerület (Nacka Kommun) hivatalos művészeti tanácsadójaként dolgozott.
A művészeti tanácsadói munkát befejezve a művészeti oktatásban adta tovább tudását és kreativitását. A stockholmi egyetemen tanári képesítést szerezve művésztanárként dolgozott különböző iskolákban.

### Vissza Magyarországra
2013-ban feleségével elhatározták, hogy Pilisvörösvárra költöznek.
A szülővárosába visszatelepült művész hamarosan bekapcsolódott a város kulturális életébe. 2016-ban egyéni kiállítást rendeztek a helyi Művészetek Házában a festményeiből Számos műve díszíti vörösvári középületek falait (Városháza, Városi Könyvtár, Vásár téri iskola), amiket adományként nyújtott át.
Házának egyik helyiségében galériát rendezett be műveiből. A galériát kezdettől fogva civil szervezetek és iskolai csoportok keresték fel, és amolyan szellemi-kulturális műhellyé vált. 2020 januárjától pedig havonként két alkalommal rendszeresen nyitva tart a nagyközönség számára is.
2017-ben újra tagja lett a Magyar Alkotóművészek Országos Egyesületének, részt vesz pályázatokon és csoportos kiállításokon.
2021-ben decemberében jelent meg az életét és művészetét bemutató reprezentatív könyv „Az idő hullámai. Válogatás Feldhoffer Johannes műveiből” címmel.

## Vélemények művészetéről
Feledy Balázs művészettörténész:
„Az emberi példák erejére építve bontakozhatott ki a lélek mélyeiről építkező fiatal művész tehetsége, amely először a tér és a történelem irányába terelte munkásságát (kőszobrászat), s amely később a grafika, a festészet felé vezette. Felívelő életútját és művészi oeuvre-jét jellemzi a szellemi és fizikai mozgás iránti érdeklődés sajátosan látomásos fantáziája, amelyből egy szürrealisztikus, szimbólumokkal teli alkotói világ tárul elénk.”
(„Az idő hullámai. Válogatás Feldhoffer Johannes műveiből”)
Lisányi Endre festőművész, művészettörténész:
„Feldhoffer festészetét három nagyobb korszakra bonthatjuk, ám ezek között nincsenek éles váltások és különbségek, inkább átfedéseket és azonosságokat fedezhetünk fel, ugyanis a kezdetektől folyamatos finomhangolással kereste és alakította ki azt az ábrázolásmódot, ami a legteljesebb kifejezés- és játéklehetőséget biztosította számára... Esetében a festés-ábrázolás lényegében azonos, illetve egyenértékű a gyűjtéssel. Látványtárában a különféle állatok és fantasztikus épületek, kitalált és valós növények, kövek, természeti és elképzelt tájak, épületek, emberek és egzotikumok, vallás, erotika, fantasztikum, mértan és így tovább, keverednek egymással.”
(„Az idő hullámai. Válogatás Feldhoffer Johannes műveiből”)

## Kiállításai

### Fontosabb egyéni kiállításai
- Galleri ektorp, Nacka, 1983
- Málergalleriet, Stockholm, 1983
- Karlskoga Konsthall, 1984
- De Unga, Stockholm, 1989
- Galleri Överkikaren, Stocholm, 1993
- Galleri Aniara, Sollentuna, 2008
- Galleri Sjöhasten, Lidingö, 2009
- Művészetek Háza Pilisvörösvár 2016
- Pilisvörösvári Német Nemzetiségi Általános Iskola 2019
- Mobil Bódé Galéria, Budapest 2021

### Csoportos kiállítások
- Lidingö Stadshus, Lidingö, 1979
- Saltsjöateljén, Saltsjöbaden, 1980
- Sollentuna Kulturhus, Sollentuna, 1984
- Konstfrámjandet, Stockholm, 1984
- Liljevalchs Konsthall, Stockholm, 1985
- Konstnárshuset, Stockholm, 1985, ’86, ’89
- Galleri Műnkén, Stockholm, 1986
- Saltsjöateljén, Saltsjöbaden, 1989
- Konsthallen Fórum, Nacka, 1989
- Konstrondan, Sollentuna, 2008
- Galleri Sjöhasten, Lidingö, 2009
- Edsvik Konsthall, Sollentuna, 2011
- „Dimenziók”, Szeged, Reök Palota, 2019
- Országos Kisplasztikái Tárlat, Budapest, Stefánia Palota, 2021
- „Horizont”, Szeged, Reök Palota, 2021.

## Tagságok
- Svenska Konstnárers Förening (Svéd Művészek Szövetsége)
- KRO, Kontnárernas Riksorganisation (Művészek Országos Szervezete)
- International Association of Art (Művészek Nemzetközi Szövetsége)
- Magyar Alkotóművészek Országos Egyesülete